# Berliner Erklärung (Religion)
Die Berliner Erklärung ist eine am 15. September 1909 in Berlin im Hospiz St. Michael verfasste Resolution, in der sich die pietistische Gemeinschaftsbewegung von der entstehenden Pfingstbewegung distanzierte.

## Geschichte
Walter Michaelis, der Präses des Gnadauer Gemeinschaftsverbandes, somit der Leiter der Gemeinschaftsbewegung, war von Georg von Viebahn ermuntert worden, einen Vorbereitungsausschuss für eine Resolution gegen die Pfingstbewegung einzuberufen. Von Viebahn hatte seine Sorge darüber zum Ausdruck gebracht, dass immer mehr Brüder in die Zungenbewegung hineingerissen wurden. Ein Vorbereitungsausschuss kam zusammen und tagte zwei Tage im Hospiz St. Michael in Berlin. Der Ausschuss lud zu einem weiteren Treffen nach Berlin ein und stellte dann mit über 50 Geladenen diese Resolution in einer 19-stündigen Mammutsitzung auf.
In der Erklärung distanziert sich die landeskirchliche Gemeinschaftsbewegung scharf von der gerade entstehenden Pfingstbewegung und ihren als anstößig empfundenen Auswüchsen. Die Resolution ist eine weltweit einzigartige Erklärung, da es in keiner anderen Nation zu einer derartigen Trennung zwischen beiden Bewegungen gekommen ist wie in Deutschland. Konstatiert wird in ihr, dass es sich bei der Pfingstbewegung nicht um eine Bewegung von oben (also von Gott her) handele, sondern um eine von unten, also von Satan her, die viele Elemente mit dem Spiritismus gemein habe und von der man sich fernhalten solle.
Als Antwort auf die Berliner Erklärung verfasste die Pfingstbewegung am 29. September 1909 die Mülheimer Erklärung.
Durch die Berliner Erklärung kam es zu einer tiefen und lange andauernden Distanzierung zwischen pfingstlichen Freikirchen und den anderen evangelischen Freikirchen und Gemeinschaftsverbänden. Da mittels der Berliner Erklärung nicht nur einzelne theologische Ansichten oder Geschehnisse kritisiert wurden, sondern vielmehr die Pfingstbewegung insgesamt als von Satan ausgehend bezeichnet worden war, hatte die Gemeinschaftsbewegung das Klima zwischen den betroffenen christlichen Denominationen in Deutschland über Jahrzehnte nachhaltig geprägt. Die Äußerungen, dass die Pfingstbewegung ihren Ursprung von Satan genommen habe und man sich von ihr fernhalten solle, wurden bis heute nicht explizit widerrufen. Erst in jüngerer Zeit sind vermehrte Anstrengungen unternommen worden, diesen Graben mit Erfolg zu überwinden, unter anderem durch die Kasseler Erklärung von 1996 oder gemeinsame Projekte wie ProChrist.
Im Januar 2009, also 100 Jahre nach Unterzeichnung der Berliner Erklärung, haben der Gnadauer Gemeinschaftsverband sowie der Mülheimer Verband Freikirchlich-Evangelischer Gemeinden eine gemeinsame Erklärung zur Berliner Erklärung veröffentlicht. Diese beiden Verbände stehen dabei in den Traditionen jener beiden Lager, die sich 1909 gegenüberstanden: der Gnadauer Verband in der Tradition der Berliner Erklärung und der Mülheimer Verband in der Tradition der Pfingstbewegung sowie der Mülheimer Erklärung. In der Erklärung von 2009 heißt es unter anderem:

„Wir erkennen in der ,Berliner Erklärung‘ wie auch in der Mülheimer Erwiderung ein ernsthaftes geistliches Ringen, in kritischer Zeit Schaden von der Gemeinde Jesu abzuwenden. Diese historischen Dokumente haben jedoch für das gegenwärtige Miteinander von Gnadauer und Mülheimer Verband keine Bedeutung. Wir wissen, dass in der jeweils anderen Bewegung der Geist Jesu Christi wirkt.“

Des Weiteren begrüßt die Erklärung bereits bestehende Formen der Zusammenarbeit zwischen beiden Verbänden, und bekräftigt die Absicht, diese Zusammenarbeit künftig weiter zu vertiefen. Auch in der Erklärung von 2009 hat sich die Gemeinschaftsbewegung allerdings nicht dazu durchringen können, sich von ihrem historischen Pauschalurteil zu distanzieren; man hat lediglich auf die gegenwärtigen Verhältnisse Bezug genommen.

## Unterzeichner
Die Resolution wurde von 56 Brüdern angenommen; ihre aufgelisteten Namen standen unter der Erklärung. Vier Brüder hatten ihre Zustimmung verweigert:
| - Bähren, Hannover - Bartsch, Charlottenburg - Blecher - Broda, Gelsenkirchen - A. Dallmeyer - Dolmann - Engel, Neurode - Evers, Rixdorf - Frank, Hamburg - Grote, Oberfischbach - Hermann, Berlin - Heydorn - Huhn, Freinwalde - Ihloff | - Jörn, Berlin - Kmitta; Knippel - Köhler, Berlin - Graf Korff - Kühn, Gr. Lichterfelde - Lammert, Berlin - Lohe - K. Mascher - Fr. Mascher, Lehe - Meister, Waldenburg - Merten, Elberfeld - Michaelis - v. Patow - Rohrbach | - v. Rotkirch - Rudersdorf, Düsseldorf - Ruprecht, Herischdorf - Sartorius - Scharwächter - Schiefer, Neukirchen - Schopf, Witten - Schrenk - Schütz, Berlin - Schütz, Rawitsch - Seitz - Simoleit, Berlin - Stockmayer - v. Thiele-Winckler | - Thiemann - v. Treskow - v. Thümmler - M. Urban - Urbschat, Hela - Vasel - v. Viebahn - Wächter, Frankfurt - Wallraff, Berlin - Warns, Berlin - Wittekindt - Wüsten, Görlitz - v. Zastrow, Gr. Breesen |

Zustimmungen wurden erbeten an Wittekindt in Wernigerode. Die Berliner Erklärung wurde also nicht handschriftlich von den einzelnen Brüdern unterschrieben. Es gibt heute von der damaligen Sitzung weder ein Protokoll noch die Original-Urkunde.